# Lepidoblepharis victormartinezi
Lepidoblepharis victormartinezi — вид геконоподібних ящірок родини Sphaerodactylidae. Ендемік Панами. Описаний у 2015 році.

## Поширення і екологія
Lepidoblepharis victormartinezi відомі за кількома зразками, зібраними в провінції Колон на півночі Панами. Вони живуть у вологих тропічних лісах, серед опалого листя.